# Poljuško pole
Poljuško pole (rusky: Полюшко-поле, v překladu Políčko, pole) je ruská zlidovělá píseň, často mylně považovaná za píseň lidovou. Složil ji roku 1933 skladatel Lev Knipper, autorem textu je básník Viktor Gusev. Melodie písně se stala též hlavním tématem první věty (Andante maestoso. Allegro) 4. symfonie Lva Knippera Báseň o komsomolském vojákovi, dokončené v roce 1934. Píseň je nářkem dívky, jejíž milý odešel bojovat do řad Rudé armády. Jistá kurióznost tkví v tom, že Lev Knipper, syn vedoucího technického oddělení ministerstva železnic ve vládě admirála Kolčaka, se sám kdysi dobrovolně přihlásil do Bílé armády, sloužil jako důstojník v praporu dělostřelectva a v roce 1920 byl evakuován z Krymu jako součást Wrangelovy armády. Jeho osud je pak nejasný, ale patrně byl zverbován sovětskou rozvědkou a vynořil se po roce 1924 v Rusku jako nadšený bolševik. Jeho osobní historie dala vzniknout mnoha pověstem o písni Poljuško pole. K nejoblíbenějším patří, že píseň vznikla již roku 1919 a verš "ach, do hrdinské Rudé armády" původně zněl "bojujte s rudými bandity". Píseň každopádně získala velkou oblibu, a to i v zahraničí, slavný anglický dirigent Leopold Stokowski ji označil za „nejlepší píseň 20. století“. Ve Spojených státech ji zpíval Paul Robeson, v Evropě například italská zpěvačka Milva. Zpívali ji také Jefferson Airplane nebo Blackmore's Night. V mnoha verzích písně je ovšem potlačen její původní politický obsah.